# Chelsea Jaensch
Chelsea Jaensch, född 6 januari 1985, är en australisk friidrottare. Hon deltog vid olympiska sommarspelen 2016.